# Croce schmidti
Croce schmidti är en insektsart som först beskrevs av Luisa Eugenia Navas 1927.  Croce schmidti ingår i släktet Croce och familjen Nemopteridae. Inga underarter finns listade i Catalogue of Life.